# Milán-San Remo 1977
La Milán-San Remo 1977 fue la 68.ª edición de la Milán-San Remo. La carrera se disputó el 19 de marzo de 1977, siendo el vencedor final el holandés Jan Raas, que se impuso en solitario en la meta de Sanremo. 

## Clasificación final
| Posición | Ciclista               | Equipo                 | Tiempo     |
| -------- | ---------------------- | ---------------------- | ---------- |
| 1        | Jan Raas               | Frisol-Gazelle-Thirion | 6h 41' 59" |
| 2        | Roger de Vlaeminck     | Brooklyn               | + 03"      |
| 3        | Wilfried Wesemael      | Frisol-Gazelle-Thirion | + 05"      |
| 4        | Rik van Linden         | Bianchi-Campagnolo     | m. t.      |
| 5        | Freddy Maertens        | Flandria-Velda-Latina  | m. t.      |
| 6        | Pierino Gavazzi        | Jolly Ceramica         | m. t.      |
| 7        | Walter Planckaert      | Maes Pils-Mini Flat    | m. t.      |
| 8        | Patrick Sercu          | Fiat France            | m. t.      |
| 9        | Gabriele Landoni       | G.B.C.-Itla-TV Color   | m. t.      |
| 10       | Jean-Luc Vandenbroucke | Peugeot-Esso-Michelin  | m. t.      |